# Mars 2M No.522

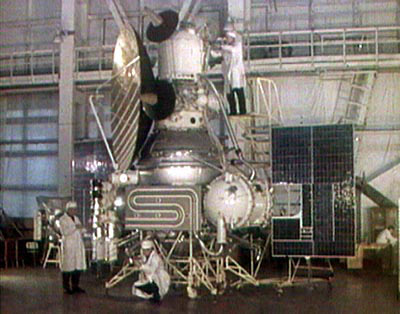
Mars 2M No.522

Mars 2M No.522, còn được gọi là Mars M-69 No.522 và đôi khi được NASA xác định là Mars 1969B, là một phi thuyền của Liên Xô bị mất trong một thất bại khi phóng vào năm 1969. Nó bao gồm một tàu vũ trụ quỹ đạo orbiter. Tàu vũ trụ này được dự định để hình ảnh bề mặt của sao Hỏa bằng cách sử dụng ba máy ảnh, với hình ảnh được mã hóa để truyền trở lại Trái Đất như tín hiệu truyền hình. Nó cũng mang theo một máy đo quang phổ, một loạt các máy đo quang phổ, và một dụng cụ để phát hiện hơi nước trong khí quyển của sao Hỏa. Nó là một trong hai tàu vũ trụ Mars 2M, cùng với Mars 2M No.521, được phóng vào năm 1969 như là một phần của chương trình sao Hỏa. Cả hai tàu vũ trụ này đều phóng không thành công.

## Phóng lên
Mars 2M No.522 được phóng vào lúc 10:33:00 UTC vào ngày 2 tháng 4 năm 1969 trên đỉnh một tên lửa mang tên Proton-K 8K78K với giai đoạn Blok D, bay từ sân bay vũ trụ Baikonur tại Site 81/24. Một trong những động cơ giai đoạn đầu tiên bắt lửa gần như ngay lập tức khi cất cánh. Các động cơ còn lại được quản lý để bù lại khoảng 30 giây bay, nhưng hỏa lực của phần lực đẩy cuối cùng dẫn đến việc mất kiểm soát. Tên lửa Proton lệch qua một bên và bắt đầu bay theo chiều ngang trước khi bộ điều khiển mặt đất gửi lệnh ngắt thủ công. Tàu vũ trụ bị đâm vào mặt đất ngay bên ngoài khu phức hợp khởi động 41 giây sau khi khởi động. Kiểm tra sau đó phát hiện ra rằng một lỗ thoát nước bị thiếu cho phép nitơ tetroxide rò rỉ ra ngoài và bắt lửa.